# Providence (Seychellen)
Providence is een atol dat deel uitmaakt van de Farquhar-groep van de Seychellen, die deel uitmaakt van de Buitenste eilanden. Het atol ligt 705 km ten zuidwesten van de hoofdstad Victoria, op Mahé.

## Geschiedenis
Het atol werd in 1501 ontdekt door João da Nova, een Portugese ontdekkingsreiziger. Het atol stond onder Britse controle tot 1976 toen het een deel van de nu onafhankelijke Seychellen werd. Providence dankt zijn naam aan een gebeurtenis die plaatsvond in 1763. Een Frans fregat, Heureuse, strandde op het rif nabij het noordelijke uiteinde van het atol. De matrozen bereikten Providence en werden een maand later gered. Het eiland zorgde voor de redding (fr:Providence) van de Franse zeelieden. Cerf dankt zijn naam aan een van de schepen van kapitein Nicolas Morphey, genaamd Le Cerf, die het eiland op 30 juli 1756 spotte.

## Geografie
De eilanden van Providence zijn klein, gemaakt van koraal en onherbergzaam. Het atol heeft een lengte van 44 km op de noord-zuid-as, en is ongeveer twaalf km breed. Het totale oppervlak van het atol is ongeveer 345 km². Het totale landoppervlak is echter slechts 2.82 km². Ten westen van het atol daalt de zeebodem steil naar 180 meter, op 2,5 km voorbij het randrif.

## Eilanden
Er liggen twee eilanden in het atol:

### Providence
Providence-eiland ligt in het noorden van het atol, bij 9° 13' 23" ZB, 51° 1' 52" OL. Het is 3.6 km lang, en tot 650 m breed bij het breedste gedeelte. Het heeft de vorm van een vlieger. Het heeft een landoppervlak van 1.72 km², met een kustlijn van 7.8 km.

### Cerf
Cerf ligt in het uiterste zuiden van het atol, dertig km ten zuiden van Providence-eiland, bij 9° 31' 48" ZB, 50° 59' 8" OL . Het eiland is 4.6 km lang, en tot 900 m breed bij het breedste gedeelte, maar op sommige plaatsen is het slechts tien m breed, wat bij vloed het aanzien van een noordelijk eiland en een zuidelijk eiland veroorzaakt. Het landoppervlak van Cerf is 1.1 km², met een kustlijn van 17 km. Het dichtstbijzijnde eiland van het atol is St. Pierre, 35 km ten westen van Cerf.

## Bevolking
Providence-eiland had een kleine nederzetting in het midden van het eiland, bij 9° 13' 50" ZB, 51° 1' 54" OL met zes inwoners, maar in 2006 verwoestte cycloon Bondo de meeste gebouwen en ongeveer 60 procent van de kokospalmen, De regering is sinds 2018 van plan om een ecotoeristisch resort op het eiland te bouwen, en een biedingsproces is al begonnen. Het eiland Cerf is nooit permanent bewoond geweest, hoewel er in de negentiende eeuw tijdelijke vissershutten zijn gezien. Er zijn veel scheepswrakken, waaronder bewijs over de aanwezigheid van Maldivische zeelieden op dit atol uit de twintigste eeuw, toen een handelsvaartuig uit het zuiden van de Malediven Providence-eiland bereikte na wekenlang in de oceaan te hebben gedreven.

## Vervoer
Providence heeft geen steiger, geen landingsbaan en geen vervoersverbindingen. Het eiland wordt zelden bezocht, behalve af en toe door expeditie van de Island Conservation Society of door een boot van de Islands Development Company (IDC) vanuit Mahé.

## Economie
Providence-eiland werd bewoond door arbeiders die zich bezighielden met de visserij en de productie van kopra, waarschijnlijk ononderbroken van minstens 1846 tot eind 2006. Na cycloon Bondo werd het eiland op 26 december 2006 geëvacueerd. Een volgende poging om een landingsbaan aan te leggen om de inwoners te bedienen, werd afgeschreven, en sindsdien is het eiland onbewoond gebleven.

## Flora en fauna
Providence beslaat een uitgestrekt plateau met ondiep water dat bekend staat om zijn overvloed aan vis.
Er komen geen zoogdieren voor en de enige landvogel is de Madagaskarwever.
Aanzienlijke aantallen van de grote kuifstern en zwartnekstern broeden op Cerf. Er broedem ook zeer grote aantallen van de blauwe reiger in de grootste kolonie van de Seychellen. Ook komen er kleine aantallen van de opaalstern voor.

## Galerij

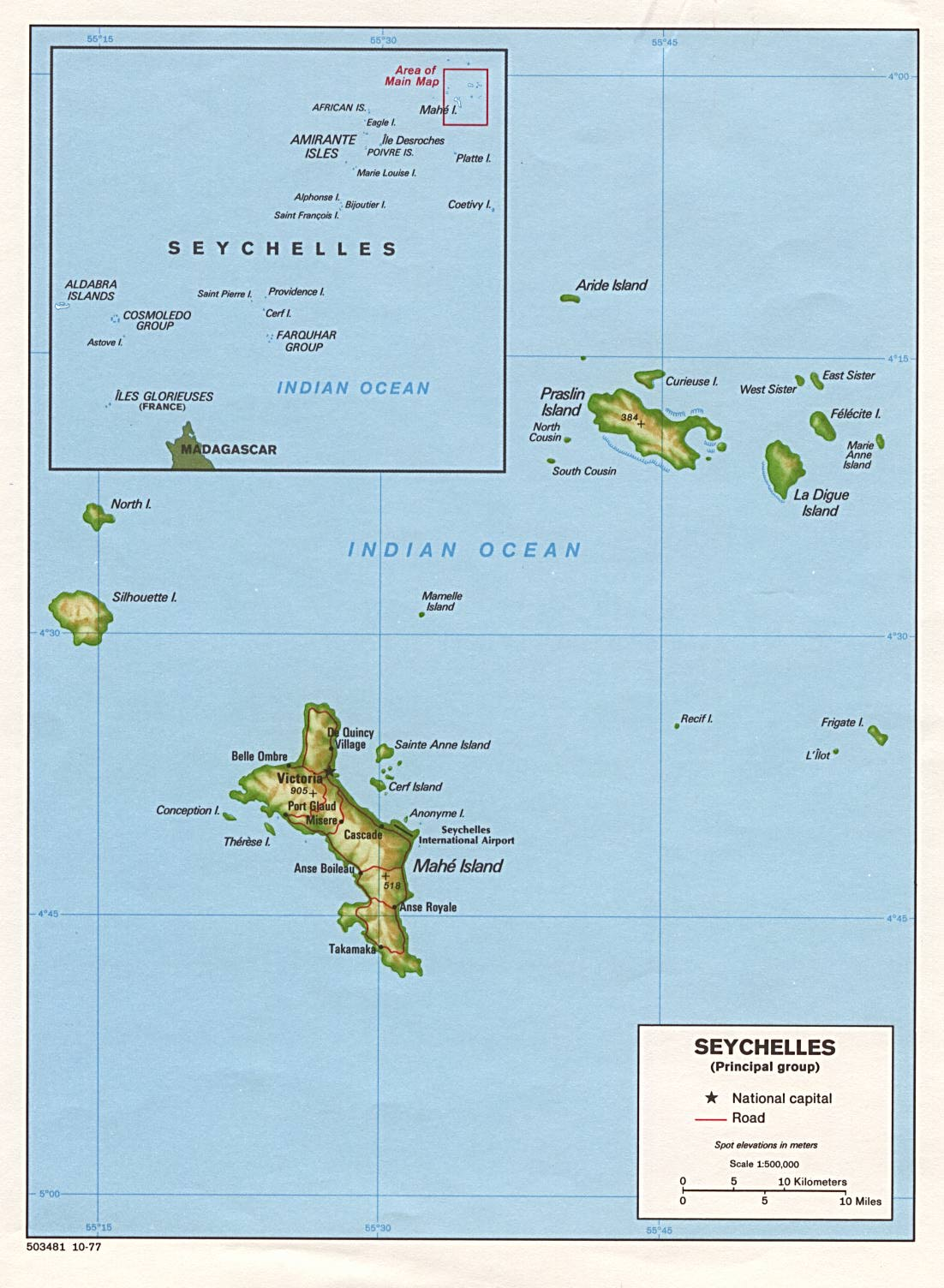
Kaart 1
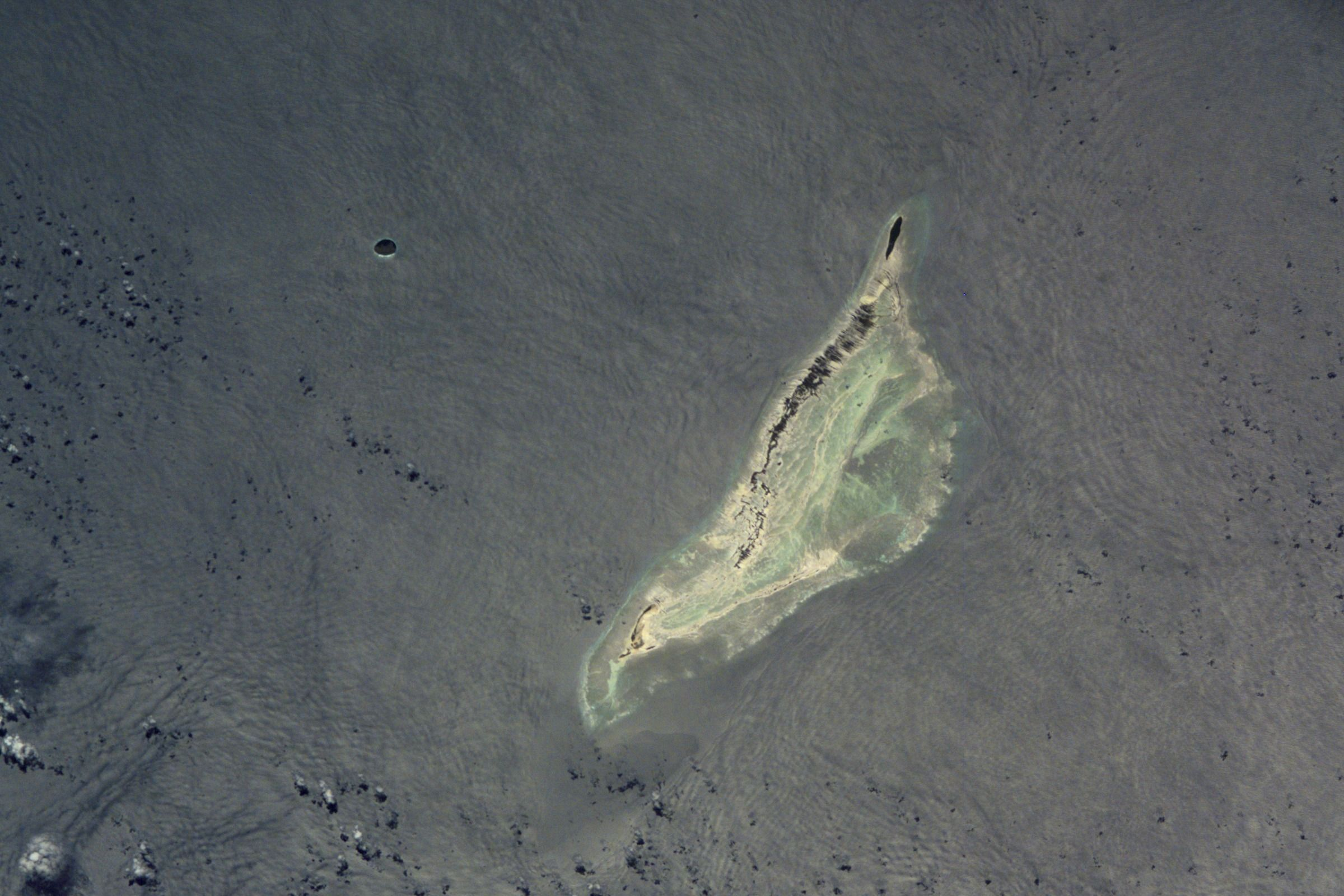
Satellietfoto van Providence; Opmerking: deze afbeelding is niet uitgelijnd op noord-zuid, Providence-eiland loopt echter erg dicht langs de noord-zuid-as, in tegenstelling tot deze afbeelding.